# مراشه
مراشه (بالعبرية מָרֵשָׁה أو מָרֵאשָׁה) أو مريشة أو مريسا، موقع التل الأثري تل صندحنة الذي غُيرت تسميته بعد تحديده بمراشه وهي مدينة من العصر الحديدي ورد ذكرها في التناخ . أصبحت المدينة تابعة لسبط يهوذا وبعدها مدينة إدومية بعد سقوط يهوذا في عام 586 ق.م ، وبعد غزو الإسكندر للمنطقة في عام 332 ق.م أصبحت هيلينية تحت اسم ماريسا.   يقع تل صندحنة في منطقة شفله في فلسطين ، أي في سفوح تلال الخليل ، على بعد حوالي 1.5 كيلومتر (0.93 ميل) جنوب بيت جبرين . 
كشفت الحفريات أن مريسا كانت مأهولة بالسكان خلال العصر الحديدي (بتقطع)، والفترة الفارسية ، والفترة الهلنستية .  استولى الحاكم الحشموني يوحنا هيركانوس على مريسا في عام 113/112 ق.م، مما أدى إلى انحدارها ثم هجرها في النهاية. واجهت المدينة الدمار النهائي على أيدي البارثيين في عام 40 ق.م. 
نقب الآثاريان البريطانيان بليس وماكاليستر نيابة عن صندوق استكشاف فلسطين في ماريسا لأول مرة في الفترة من 1898م إلى 1900م ، ومرة أخرى بعد عام 1989م من قبل الآثاري الإسرائيلي آموس كلونر نيابة عن سلطة الآثار الإسرائيلية.  يمكن العثور اليوم على معظم القطع الأثرية التي نتجت عن الحفريات البريطانية في متحف إسطنبول الأثري.
الموقع الآن محميًا كجزء من مالمتنزه الوطني بيت غوفرين ، كما أدرجتاليونسكو كهوف الدفن الخاصة به من كموقع للتراث العالمي . 

## التحديد

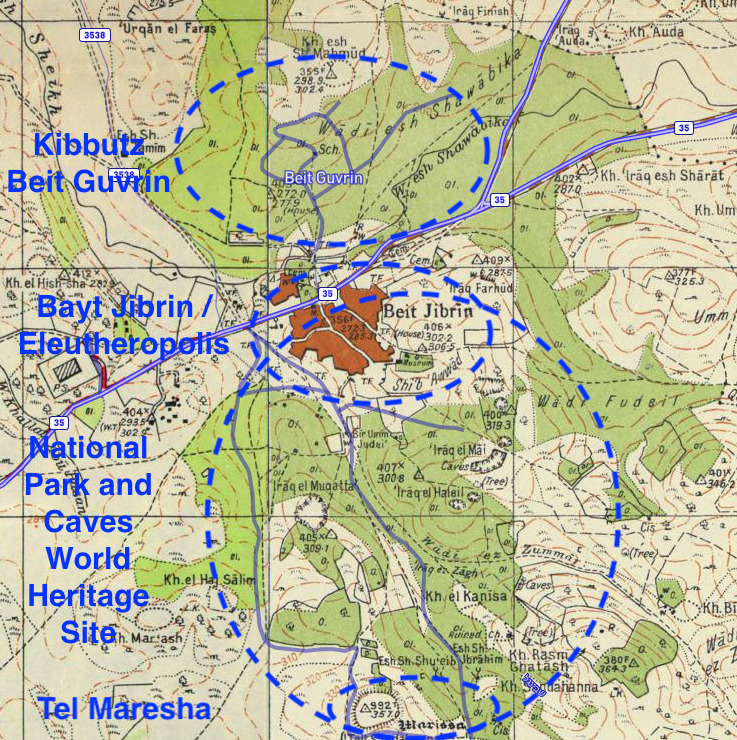
خريطة توضح مواقع كيبوتس بيت جبرين ، وبيت جبرين-إليوثيروبوليس التاريخية، والكهوف القديمة المدرجة في قائمة التراث العالمي ، وتل مريشا (خريطة هيئة مسح فلسطين في الأربعينيات مع إضافات حديثة)

أشار يوسابيوس في كتابه أونوماستيكون Onomasticon إلى موقع ماريسا بالنسبة إلى إليوثيروبوليس (بيت جبرين)، فكتب:
ماريسا ( سفر يشوع 15: 44) . قبيلة يهوذا. موقع مهجور الآن يقع على بعد نحو معلمين من إليوثيروبوليس. 
افترض كلود كوندر وهربرت كتشنر من صندوق استكشاف فلسطين أن مراشه يجب أن تُحدد بخربة مرعش ، وهي خربة تبعد 1.2 كم جنوب بيت جبرين ، بناءً على التشابه الصوتي لأسمائهم.  لم يكن الأمر كذلك حتى استكشف بيترز J. P. Peters وتيرش Hermann Thiersch أنقاض خربة صندحنة (موضع الشبكة 140111 PAL ) في عام 1902م حيث اكتشفا نقشًا جنائزيًا يونانيًا في كهف دفن مجاور (يُعرف باسم كهف المدفن الصيداوي) والذي حدد الموقع صراحةً باسم مريشا.    اليوم، خربة صندحنة هي تل أثري تبلغ مساحته 24 دونمًا (5.9 فدانًا)، وتتضمن "المدينة السفلية" 400 دونم إضافي (98 فدانًا).

## تاريخ

### العصر الحديدي إلى العصر الهلنستي
كانت ماريشا إحدى مدن مملكة يهوذا، وقد ورد ذكرها كجزء من حصة قبيلة يهوذا التوراتية في سفر يشوع . 
وفي وقت لاحق، في سفر أخبار الأيام الثاني، ورد ذكرها كواحدة من مدن الملك رحبعام الخمس عشرة المحصنة .  وكانت موقع معركة ضد جيش كوشِي غازي . 
وفقًا لخريطة مادبا ، كانت مريسا هي المكان "الذي جاء منه ميخا النبي".  في القرن السادس ق.م، ونتيجة لتمرد صدقيا ضد المملكة البابلية احتل الملك نبوخذ نصر الثاني ، مملكة يهوذا وأرسل العديد من سكانها إلى المنفى. وقد كان هذا بمثابة نهاية مريشا.

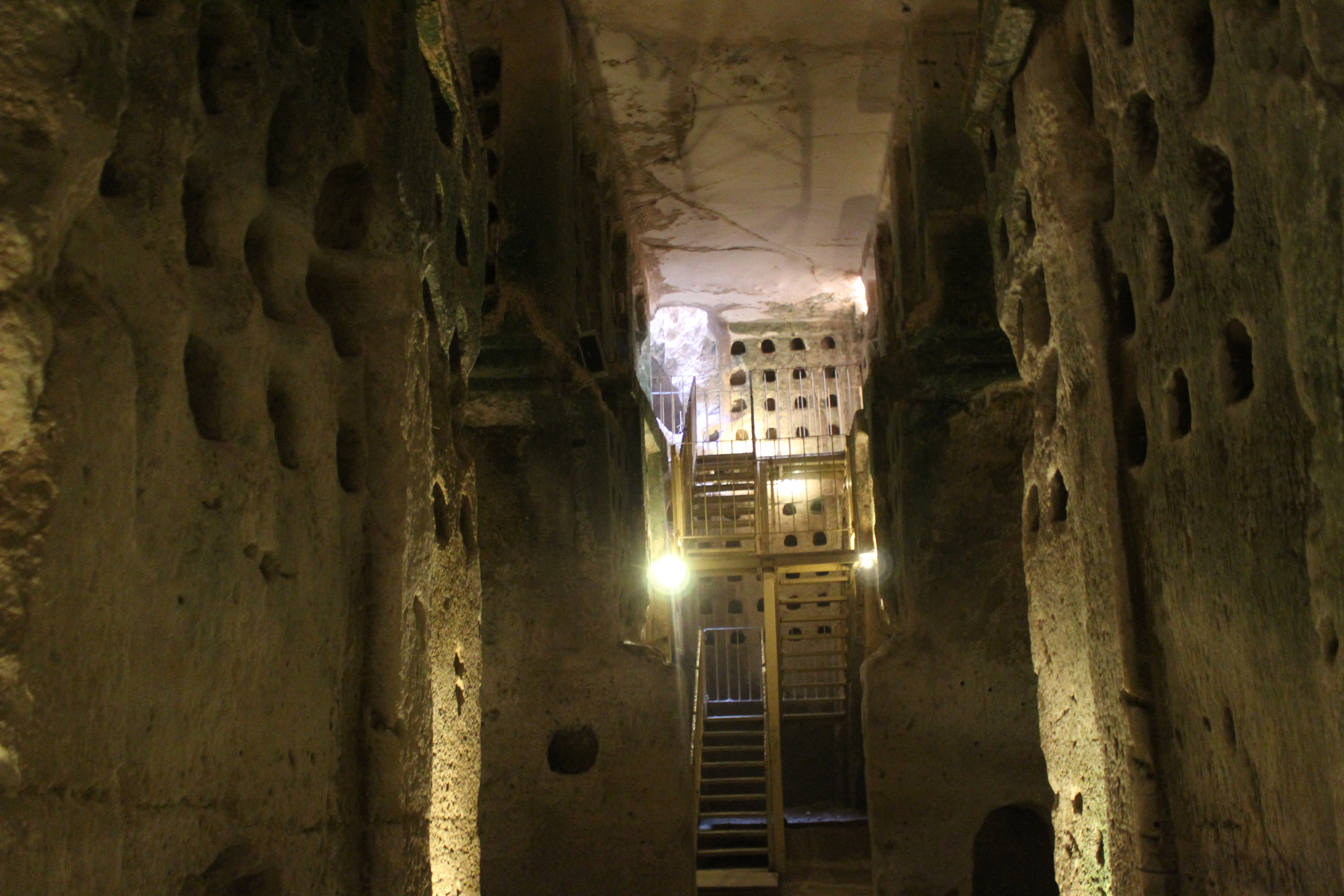
كولومباريوم تل مريسا

وفي أعقاب نهاية مملكة يهوذا ، هاجر الأدوميون الذين كانوا يعيشون شرق وجنوب البحر الميت إلى المنطقة، وبرزت مريسا كمدينة إدومية رئيسية.  ومنذ الحكم الفارسي وحتى حكم الممالك الهلنستية في المنطقة (من القرن السادس إلى القرن الأول قبل الميلاد)، كانت مريسا جزءًا من المنطقة المعروفة باسم مملكة إدوم ، وهو شكل هيليني من أدوم. شجع الفرس خلال فترة الحكم الفارسي المستعمرات الفينيقية على الانتشار على طول المناطق الساحلية في فلسطين وفي منطقة التلال المجاورة في يهودا ، ومن هنا نشأت استيطانهم المبكر في مراشه. 
ومع غزو الإسكندر الأكبر للمنطقة استوطن في المدينة جنود يونانيون متقاعدون، كما كانت العادة حينها. وهكذا وصلت مريسا إلى ذروتها، وتطورت كمدينة هيلينستية متعددة الثقافات اليونانية والشرقية بما في ذلك الصيداويين والأنباط . مع انتشار الثقافة الهيلينية، تغير نمط الاستيطان، كما حدث في معظم أنحاء المنطقة، وتوسعت المدينة إلى ما هو أبعد من الحدود التي فرضها ارتفاع التل في مراشه في العصر الحديدي. أصبحت مريشا مركزًا لمنطقة إدارية في الإمبراطورية البطلمية ، بينما أصبحت منذ عام 200 ق.م فصاعدًا مركزًا لمنطقة إدارية سلوقية. 

### الانحدار والسقوط

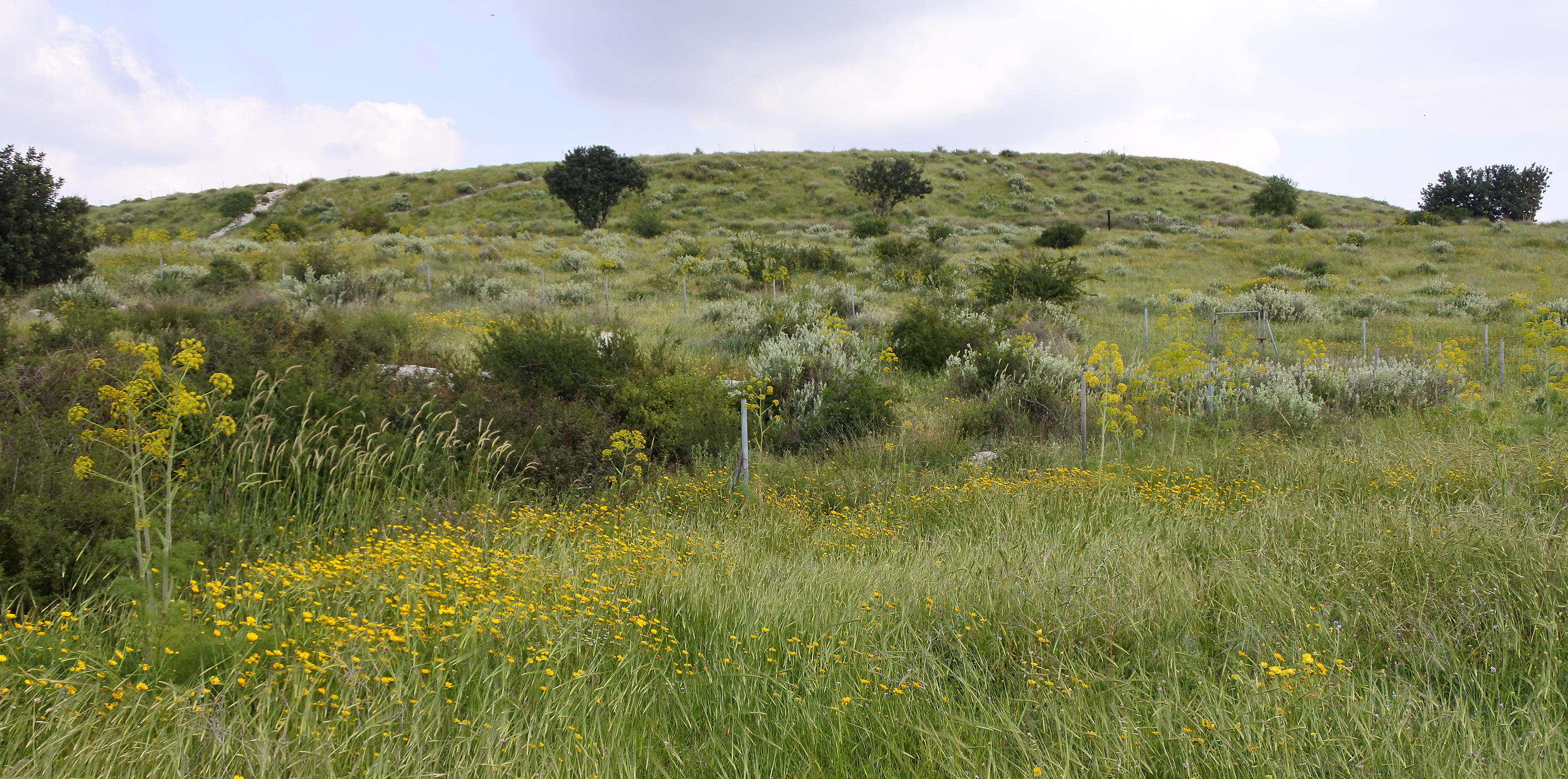
تل مريسا

بدأت المدينة بالتدهور في أثناء ثورة المكابيين ضد الإمبراطورية السلوقية (القرن الثاني ق.م) عندما استخدمت المدينة كقاعدة لمحاربة المتمردين.  يرد في سفر المكابيين أن يهوذا المكابي وقواته ساروا عبر مريسا في حوالي عام 163/2ق.م عندما احترقت المدينة في أثناء غزو يهوذا المكابي لمنطقة أدوم،   من الخليل إلى أشدود.
بعد التمرد ونجاحه، غزا يوحنا هيركانوس المدينة نحو عام 112 ق.م، وحول سكانها قسراً إلى اليهودية.  
كجزء من الترتيبات التي أجراها بومبي في عام 63 ق.م في المنطقة، تم فصل مريشا، مع كل أدوم، عن المملكة اليهودية وعادت إلى أدوم. و ضم يوليوس قيصر المدينة إلى مقاطعة يهودا في عام 47 ق.م، . 
دمر البارثيين مريسا أخيرًا في عام 40 ق.م كجزء من صراع القوة بين أنتيجونوس سليل الحشمونيين الذي طلبوا مساعدة البارثيين وهيرودس ، الذي كان ابنًا لأنتيباتر الأدومي المتحول وكان مدعومًا من قبل الرومان.
لا يزال من غير الواضح أين كانت تقع مدينة مريسا بعد أن استولى عليها هيركانوس ومنع سكانها على ما يبدو من العيش في المدينة العليا، حيث كانت الحامية تتمركز .  وقد عُثر في إحدى زوايا المدينة العليا على بقايا نزرة للغاية من الفترة التي تعود للعام 40 ق.م، ولم يُعثر على أي منها تقريبًا في المدينة السفلى الكبيرة المحيطة بها، والتي كانت تغطي ذات يوم مساحة قدرها 320 دونمًا .  إذا لم يعود السكن للمدينة العليا أو السفلى على الأقل جزئيًا، فإن الاحتمال المتبقي أن اسم مريسا نُقل إلى تل بيت جبرين القريب كما اقترح كلونر Amos Cloner ، التل الذي ربما كان المستوطنة الرئيسية للمنطقة لعدة عقود، من نهاية القرن الثاني ق.م حتى تدميرها من قبل البارثيين.  اكتشفت عملة معدنية تعود إلى القرن الأول ق.م في أثناء أعمال التنقيب في بيت جبرين يُفترض أنها سُكّت من قبل مواطني مريشا، وهو ما يمكن تفسيره كحجة لصالح هذا الاقتراح. 

### بعد مريسا: بيث جبرا / إليوثيروبوليس
بعد زوال مريشا، خلفتها بلدة بيت جابرا أو بيت جبرين الأدومية /اليهودية المجاورة باعتبارها المدينة الرئيسية في المنطقة.  بعد أن تعرضت المدينة لثورتين يهوديتين متتاليتين كارثيتين ضد الحكم الروماني في القرنين الأول والثاني الميلاديين، استعادت المدينة أهميتها في بداية القرن الثالث الميلادي عندما أعيد تأسيسها كمدينة رومانية باسم جديد هو إليوثيروبوليس . و عندما كتب يوسابيوس القيصري (توفي عام 340 م) كتابه أونوماستيكون، كانت مريشا نفسها بالفعل مكانًا مهجورًا: فقد ذكر المدينة قائلاً إنها كانت على مسافة "معلمين من إليوثيروبوليس ".

### العصر الحديث
هُجّر سكان قرية بيت جبرين العربية الفلسطينية، التي تقع في موقع إليوثيروبوليس القديمة خلال الحرب العربية الإسرائيلية عام 1948م . وفي عام 1949م أنشأت قوات بلماح كيبوتس بيت غوفرين على جزء من أراضي بيت جبرين. الآن أصبحت معظم المناطق الأثرية المهمة في مريسا القديمة وبيت جبرين/إليوثيروبوليس جزءًا من منتزه بيت جبرين-مريشا الوطني .

## علم الآثار

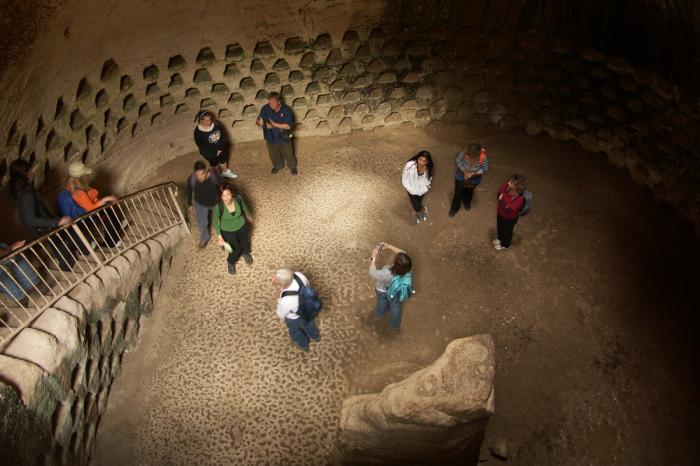
كهف في مريسا

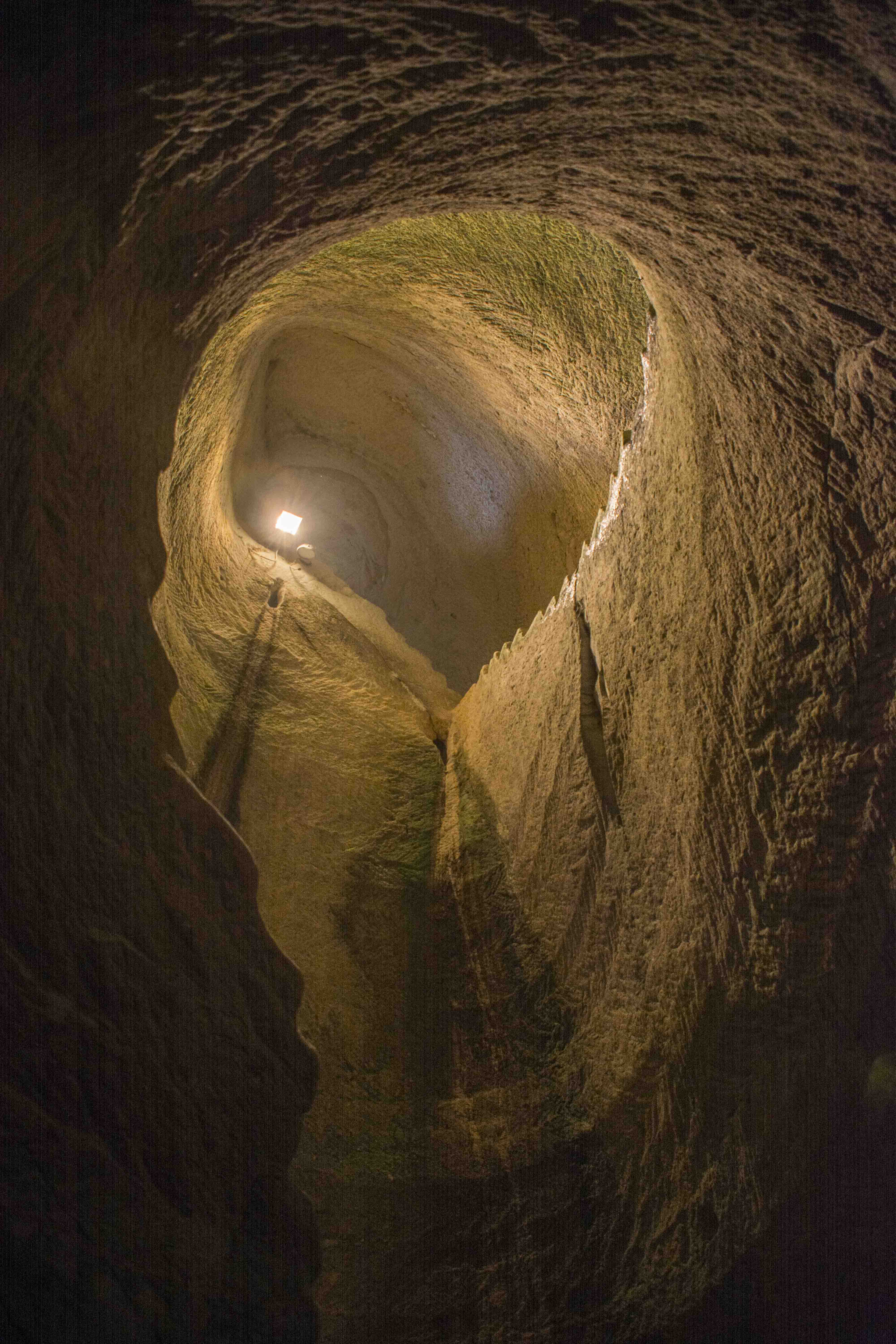
كهف الجرس

أجريت حفريات أثرية في الموقع من عام 1972م إلى عام 2002م بإدارة كلونر ومن عام 2002م إلى عام 2014م بإدارة ألبرت Bernie Alpert وستيرن Ian Stern، في البداية نيابة عن هيئة آثار إسرائيل .  منذ عام 2014م استمرت أعمال التنقيب والنشر لصالح مدرسة نيلسون غلوك Nelson Glueck لعلم الآثار الكتابي التابعة للكلية العبرية الاتحادية - المعهد اليهودي للدين .جرى تنقيب أقل من 10%من الكهوف المحيطة بتل مريشا. تقع على ارتفاع حوالي 400 متر فوق مستوى سطح البحر، والصخور الأساسية هي طباشيرية هشة، مما يجعلها مناسبة لنحت الكهوف التي كانت تستخدم كمحاجر، وخزانات، ومقابر، ومراعي للحيوانات، ومعاصر زيتون، وكولومباريا. ترتبط العديد من الكهوف بمتاهة من الممرات تحت الأرض. 
اكتشف الآثاريون في أثناء أعمال التنقيب في تل ماريشا ثِقَلًا من الرصاص يحمل نقشًا يونانيًا نصه: "السنة 170 (الموافقة 143/2 قبل الميلاد)، وكان الأغورانوموس [= "مفتشا السوق"] أنتيباتر، ابن هيليودوروس، وأريستوداموس، ابن أريستون (؟)."  تُكتب السنة التقويمية وفقًا للتقويم السلوقي ، وهو العام نفسه الذي تولى فيه سمعان المكابي من سلالة الحشمونيين السلطة.
ومن بين أهم الاكتشافات الأثرية في هذا الموقع نصب هليودوروس.  يروي النص على النصب التذكاري الأحداث التي وقعت في يهودا قبل ثورة المكابيين ويقدم أدلة تاريخية مهمة للأحداث التي سبقت الأحداث التي يحتفل بها اليهود المعاصرون خلال عيد الحانوكا.
ومن بين المكتشفات ما يقرب من 500 اوستركا في تل مريشا وحده، 400 منها تم اكتشافها منذ عام 2000م. ومن بين هذه النصوص الإيصالات المؤرخة وغير المؤرخة، والعلامات التي تحمل أسماء شخصية وعدد من نصوص المراسلات. 

## تل مراشه والمنتزه الوطني
حاليًا تشكل مريشا جزءًا من المتنزه الوطني بيت غوفرين . لا يزال من الممكن رؤية العديد من معاصر الزيتون والبرك وخزانات المياه في المدينة القديمة. علاوة على ذلك، يقوم معهد السيمنار الأثري، بموجب ترخيص من سلطة الآثار الإسرائيلية ، بإجراء حفريات في أنظمة المحاجر العديدة في مريشا، ويدعو الزوار للمشاركة.

## المعرض

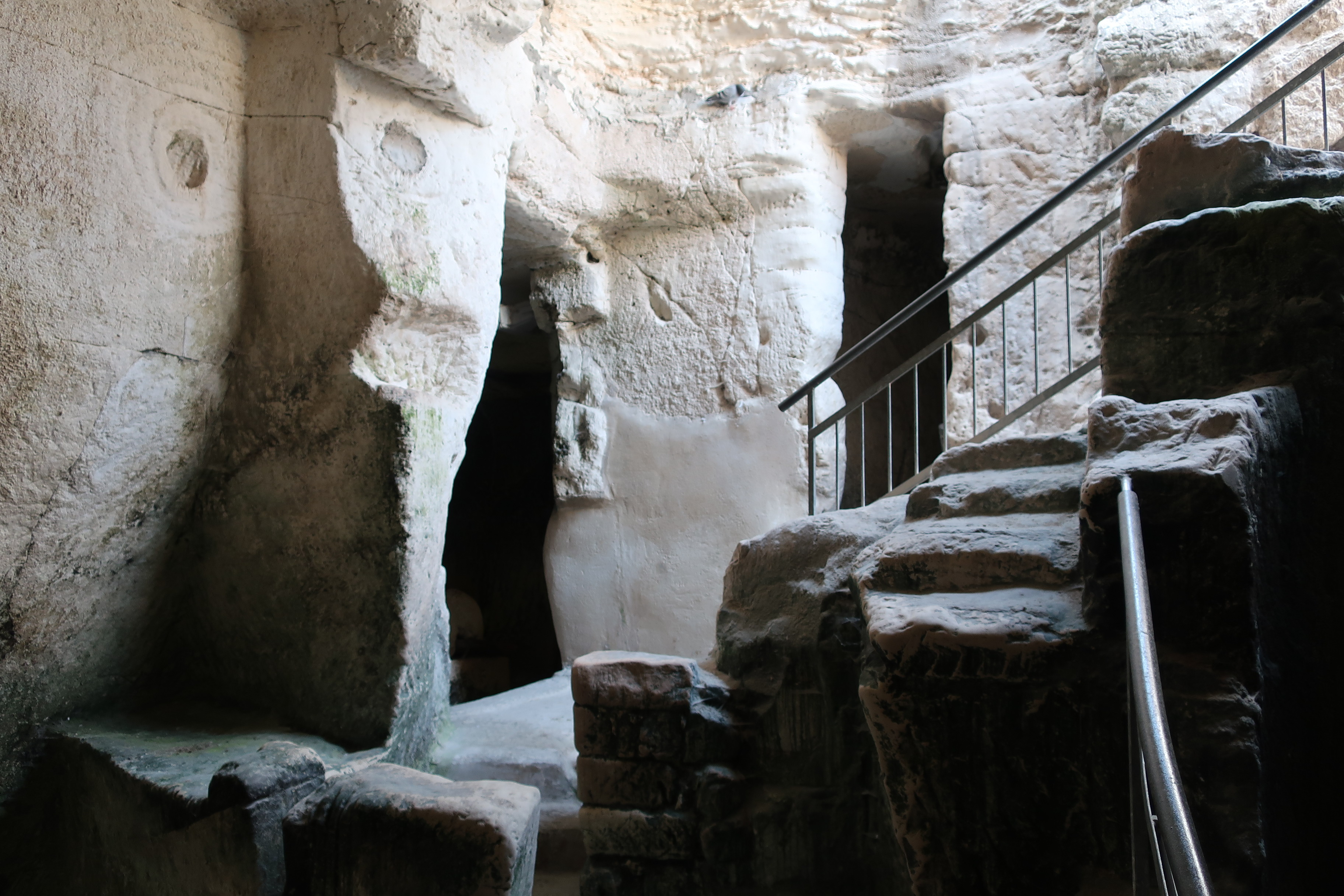
درج يؤدي إلى أسفل المحجر القديم مساكن الكهوف الواسعة في تل مريسا
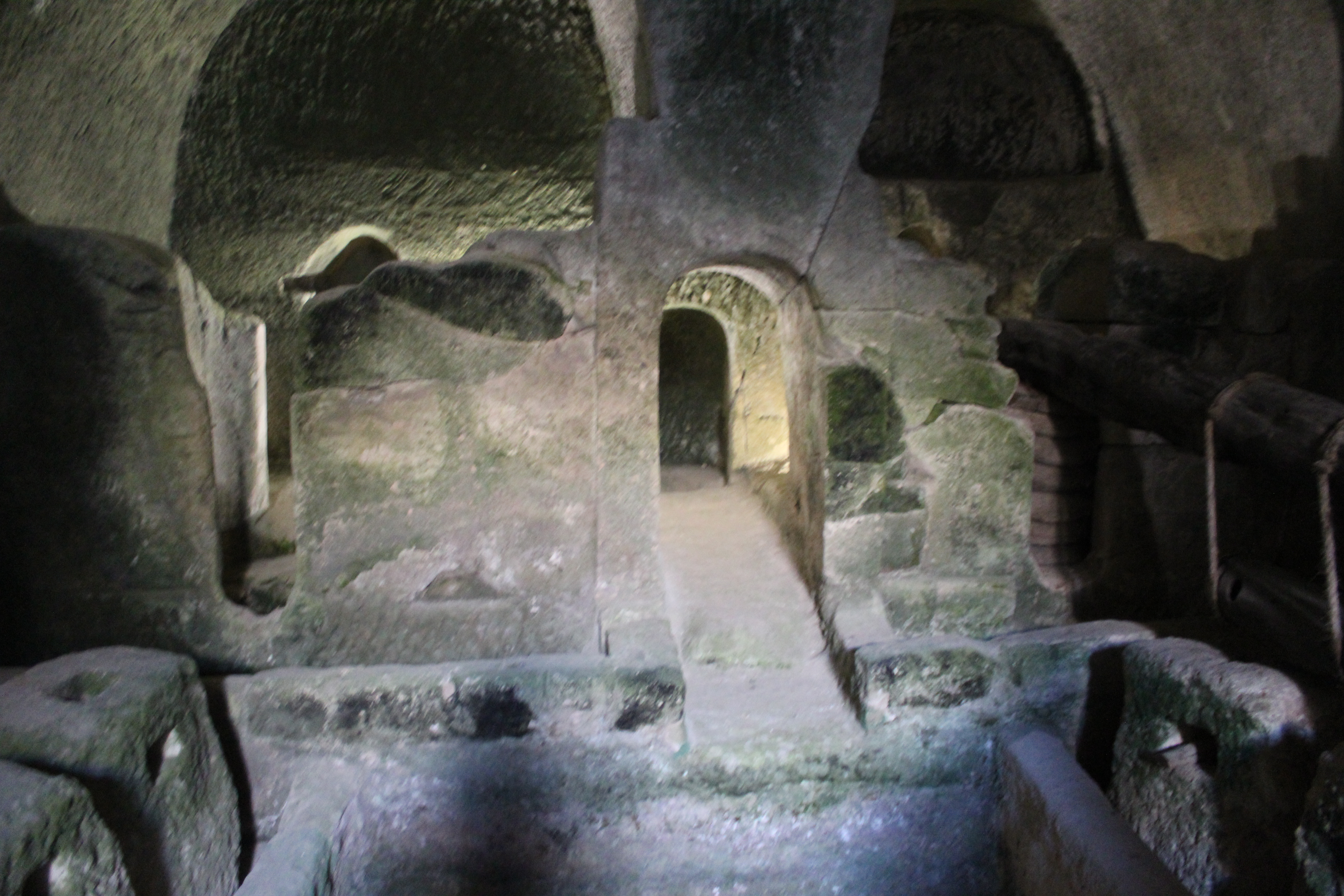
غرف تحت الأرض واسعة النطاق في تل مريشا
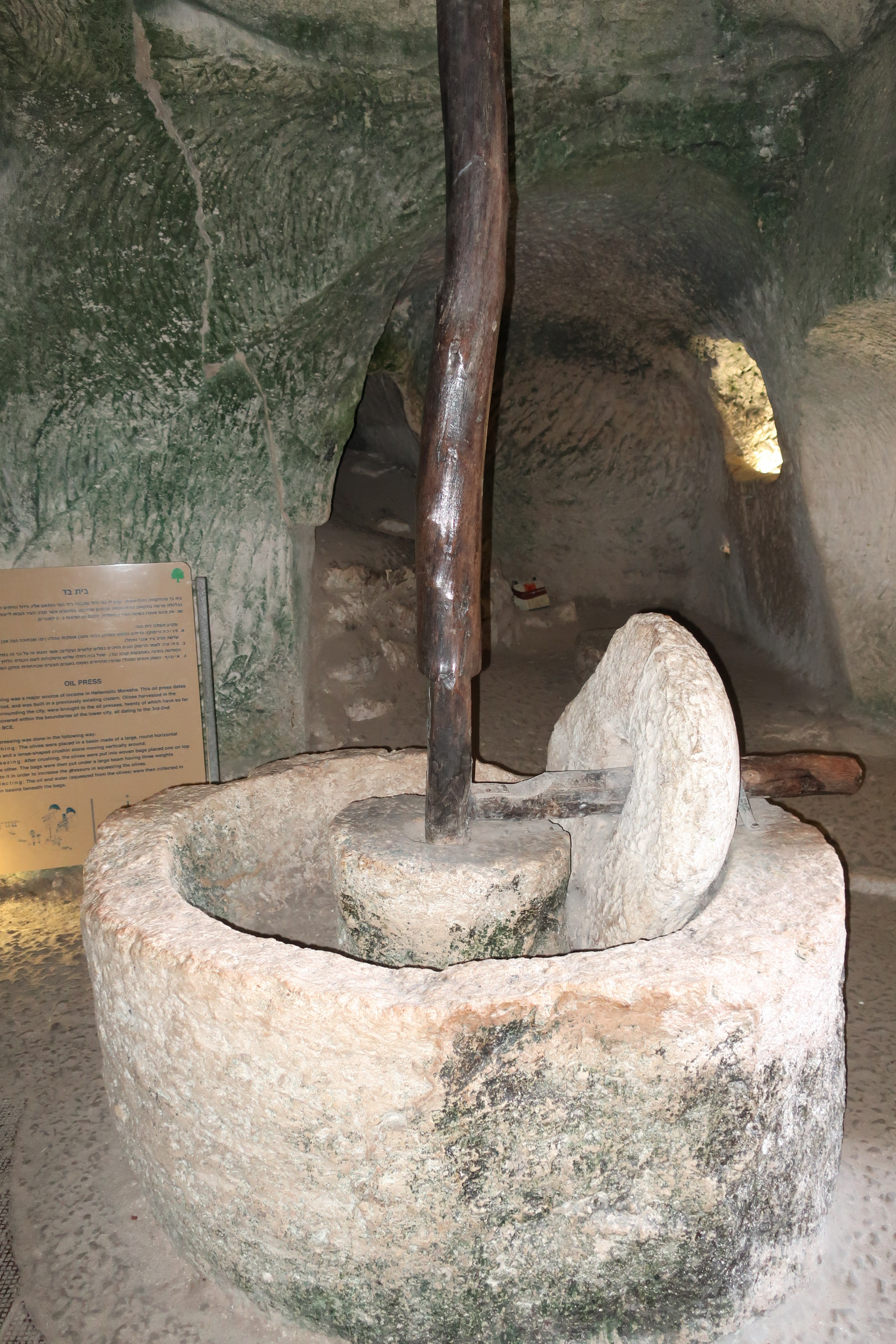
معصرة زيتون قديمة في تل مريشا
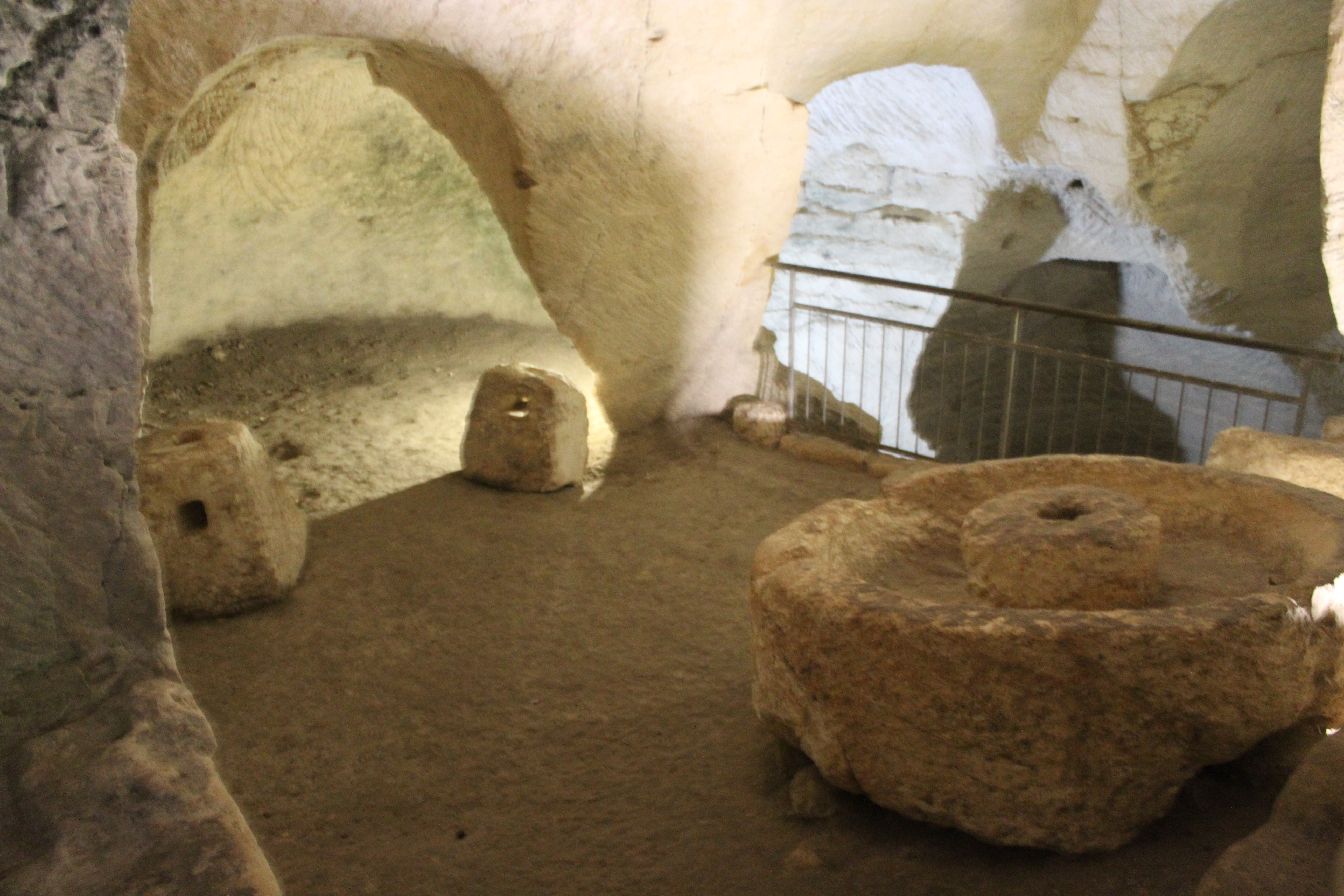
جوف داخلي للكهف
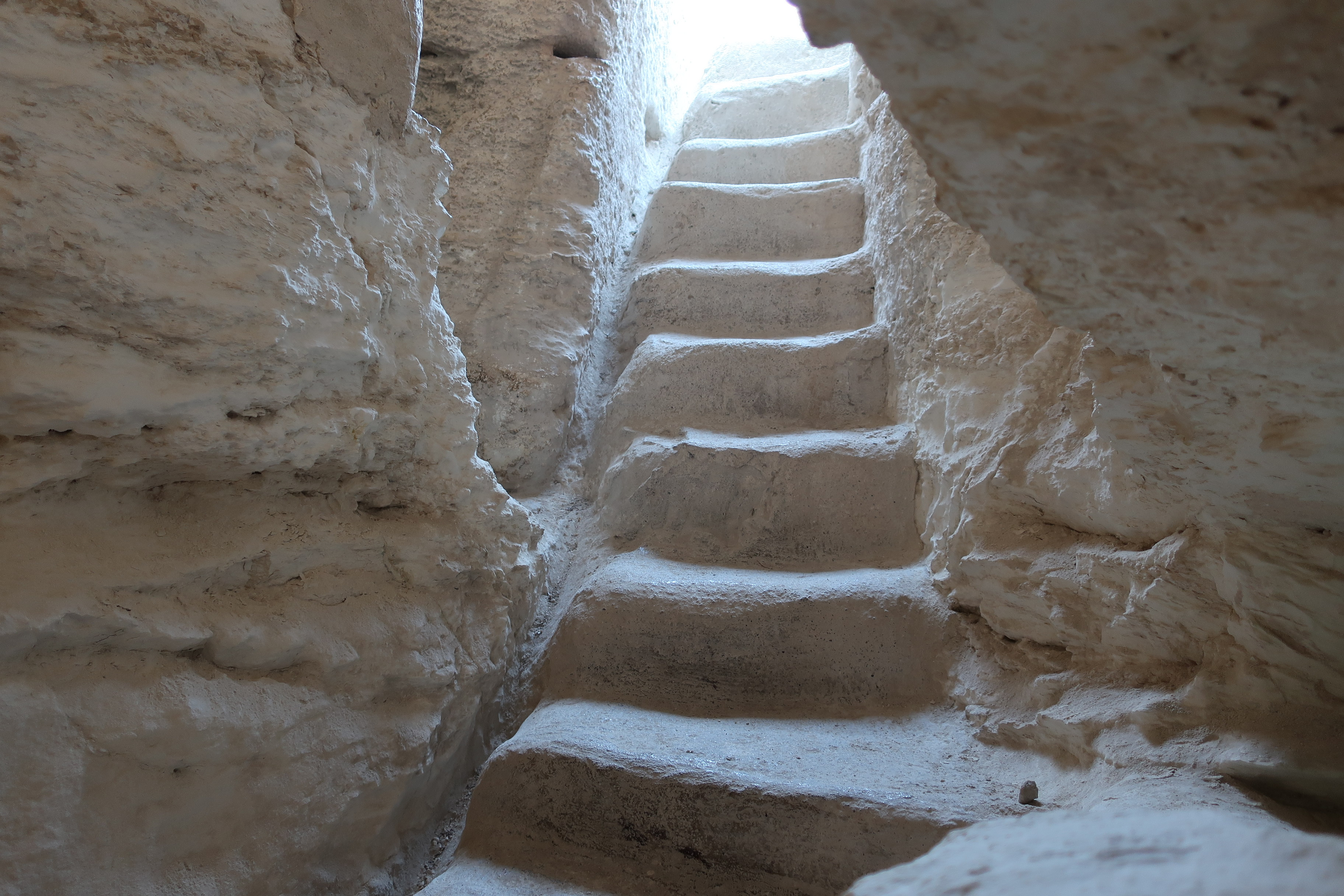
درج الخربة في خربة صندحنة (تل مريشا حاليا)
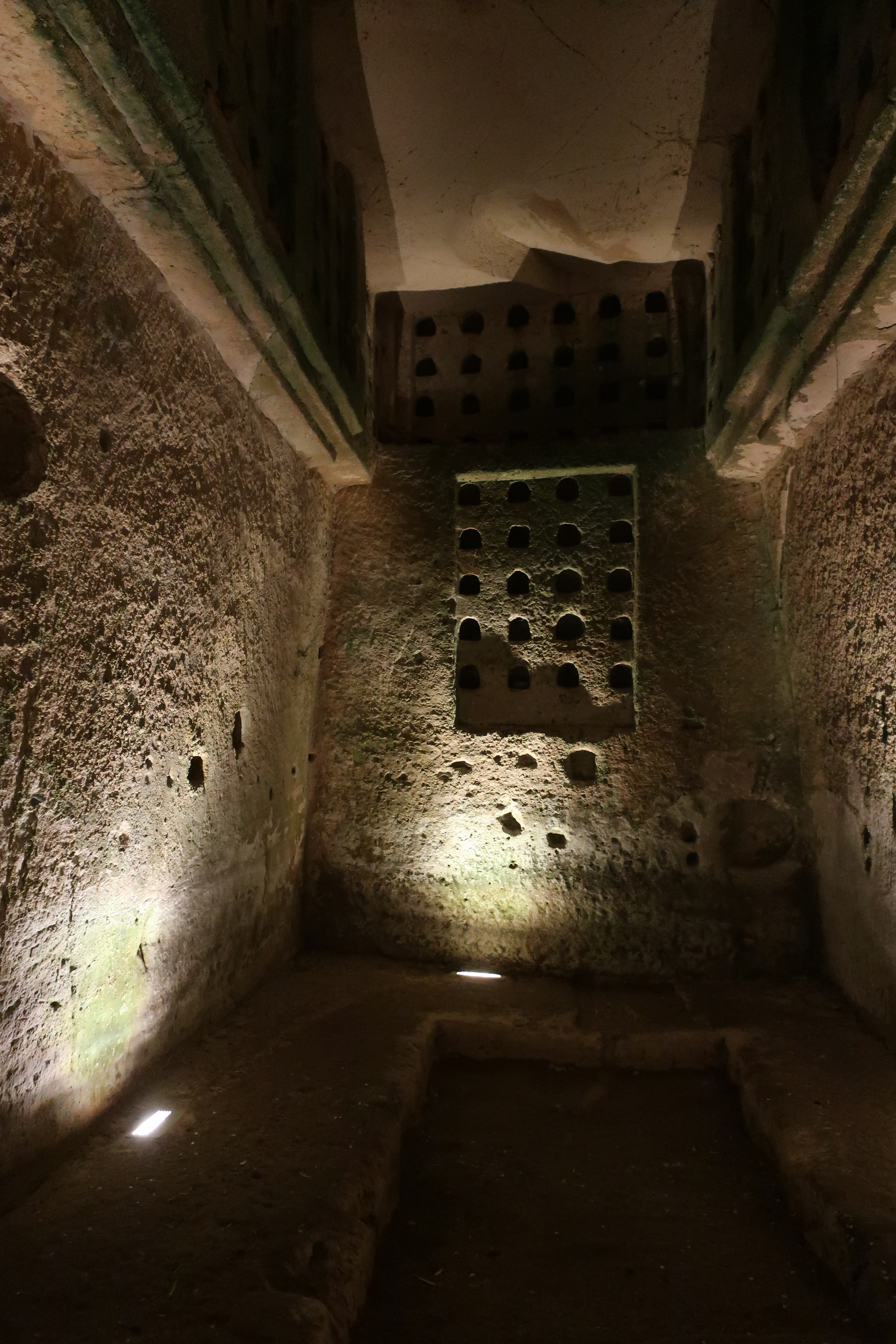
كولومباريوم (برج الحمام) في مريشا

## هوامش
1. 1 2  Avraham Negev and Shimon Gibson (2001). "Mareshah (Tell); Marissa; Sandahannah (Tell)". Archaeological Encyclopedia of the Holy Land. New York and London: Continuum. ص. 315. ISBN:0826413161.
2. 1 2  Kloner, Amos؛ وآخرون (2003). "Introduction". Maresha Excavations Final Report I: Subterranean Complexes 21, 44, 70. IAA Reports. IAA. ج. 17. DOI:10.2307/j.ctt1fzhfp4. JSTOR:j.ctt1fzhfp4. مؤرشف من الأصل في 2022-11-20. اطلع عليه بتاريخ 2024-08-31 – عبر JSTOR. Maresha (Marisa, Marissa) ... Maresha (Marissa is the Greek form of the Hebrew name)
3. ↑  Kloner، Amos؛ Stern، Ian (2007). "Idumea in the Late Persian Period (Fourth Century B.C.E.)". في Lipschits، Oded؛ Knoppers، Gary N.؛ Albertz، Rainer (المحررون). Judah and the Judeans in the Fourth Century B.C.E. Penn State University Press. ص. 139–143. ISBN:9781575065809.
4. ↑  Regev، Dalit (2023). "Sidonians at Marisa (Maresha)". 'Atiqot / עתיקות. ج. 110: 65–82. ISSN:0792-8424. JSTOR:27204900. مؤرشف من الأصل في 2024-02-19.
5. ↑  "Caves of Maresha and Bet-Guvrin in the Judean Lowlands as a Microcosm of the Land of the Caves". UNESCO. مؤرشف من الأصل في 2024-09-26.
6. ↑  Chapmann III, R.L.; Taylor, J.E., eds. (2003). Palestine in the Fourth Century A.D.: The Onomasticon by Eusebius of Caesarea (بالإنجليزية). Translated by G.S.P. Freeman-Grenville. Jerusalem: Carta. p. 72. ISBN:965-220-500-1. OCLC:937002750.
7. ↑  Conder، C.R.؛ Kitchener، H.H. (1883). The Survey of Western Palestine: Memoirs of the Topography, Orography, Hydrography, and Archaeology. London: Committee of the Palestine Exploration Fund. ج. 3. ص. 262.
8. ↑  Peters، J.P.؛ Thiersch، Hermann (1905). Cook، Stanley A. (المحرر). Painted Tombs in the Necropolis of Marissa. London: Committee of the Palestine Exploration Fund. ص. 36, 38. OCLC:1854067. Apollophanes, [son of] Sesmaios, thirty-three years chief of the Sidonians at Marise, reputed the best and most kin-loving of all those of his time; he died, having lived seventy-four years; see also the Greek inscription in NEAEHL, Vol. 3, ed. by E. Stern, Jerusalem 1993, p. 955.
9. ↑  Lepinski، Nadav (n.d.). "Tell Maresha". في Ben-Yosef، Sefi (المحرر). Israel Guide - Judaea (A useful encyclopedia for the knowledge of the country) (بالعبرية). Jerusalem: Keter Publishing House, in affiliation with the Israel Ministry of Defence. ج. 9. ص. 327. OCLC:745203905.
10. ↑  Rainey (1983), p. 10
11. ↑  Joshua 15:44)
12. ↑  2 Chronicles 11:5-10
13. ↑  2 Chronicles 14:9-12
14. ↑  "The Madaba Mosaic Map web site! - Welcome". مؤرشف من الأصل في 2016-09-19. اطلع عليه بتاريخ 2014-03-24.
15. 1 2 3 4  Lepinski، Nadav (n.d.). "Tell Maresha". في Ben-Yosef، Sefi (المحرر). Israel Guide - Judaea (A useful encyclopedia for the knowledge of the country) (بالعبرية). Jerusalem: Keter Publishing House, in affiliation with the Israel Ministry of Defence. ج. 9. ص. 325. OCLC:745203905.
16. ↑  Mysterious Caves of Maresha by Ian Stern at academia.edu. Three fragments of a Greek inscription, believed to be part of the Heliodoros stele were recently found at an Israel Antiquities Authority excavation at the National Park of Beit Guvrin. نسخة محفوظة 2023-03-23 على موقع واي باك مشين.
17. ↑  1 Maccabees 5:66
18. ↑  يوسيفوس فلافيوس (Antiquities 12.8.6.; 12.350) نسخة محفوظة 2023-06-30 على موقع واي باك مشين.
19. ↑  Josephus, Antiquities Book xxii chapter 9 paragraph 1 نسخة محفوظة 2014-09-26 at Archive.is
20. ↑  David Noel Freedman, Allen C. Myers, Astrid B. Beck (2000). Eerdmans Dictionary of the Bible. (ردمك 0-8028-2400-5). p. 856.
21. 1 2 3 4  Cloner et al. (2003), "Preface" and "Introduction".
22. ↑  Benvenishti، Meron؛ Lepinski، Nadav، المحررون (n.d.). "Beit Gubrin". Israel Guide - Judaea (A useful encyclopedia for the knowledge of the country) (بالعبرية). Jerusalem: Keter Publishing House. ج. 9. ص. 255. OCLC:745203905.
23. ↑  هيئة آثار إسرائيل, Excavators and Excavations Permit for Year 2010, Survey Permit # A-5808; Excavators and Excavations Permit for Year 2013, Survey Permit # A-6701; Excavators and Excavations Permit for Year 2014, Survey Permit # A-7015 نسخة محفوظة 2024-09-14 على موقع واي باك مشين.
24. ↑  Amateur Archaeologists Get the Dirt on the Past, New York Times نسخة محفوظة 2020-10-31 على موقع واي باك مشين.
25. ↑  Ameling, Walter; Cotton, Hannah M.; Eck, Werner; Ecker, Avner; Isaac, Benjamin; Kushnir-Stein, Alla, eds. (2018). Corpus Inscriptionum Iudaeae / Palaaestinae (بالإنجليزية). Berlin: Walter de Gruyter. Vol. IV: Iudaea / Idumaea. Part 2: 3325-3978. p. 940. ISBN:978-3-11-054364-3.
26. ↑  Exhibitions - The Heliodorus Stele نسخة محفوظة 2023-01-06 على موقع واي باك مشين.
27. ↑  Ameling, Walter; Cotton, Hannah M.; Eck, Werner; Ecker, Avner; Isaac, Benjamin; Kushnir-Stein, Alla, eds. (2018). Corpus Inscriptionum Iudaeae / Palaaestinae (بالإنجليزية). Berlin: Walter de Gruyter. Vol. IV: Iudaea / Idumaea. Part 2: 3325-3978. p. 939. ISBN:978-3-11-054364-3.